# Orland Smith
Orland Smith (né le 2 mai 1825 à Lewinston, État du Maine et décédé le 3 octobre 1903 à Chicago, État de l'Illinois) est un brigadier-général de l'Union. Il est enterré  à Columbus, dans le comté de Franklin, État de l'Ohio.

## Avant la guerre de Sécession
Orland Smith est cheminot et agent de station à Lewiston jusqu'en 1852, année à laquelle il s'installe à Chillicothe en Ohio et devient cadre de la Marietta and Ohio Railroad.

## Guerre de Sécession
Orland Smith est nommé lieutenant-colonel du 73th Ohio Infantry le 26 novembre 1861. 
Il commande la régiment aux batailles de McDowell, de Cross Keys et à la seconde bataille de Manassas. Il est promu colonel le 30 décembre 1862. À la bataille de Gettysburg, il participe aux combats de Cemetery Hill.
Il commande la 2d brigade de la 2d division du XI corps. Il quitte le service actif des volontaires le 17 février 1864. Il est breveté brigadier général le 13 mars 1865 pour bravoure et service méritant.

## Après la guerre

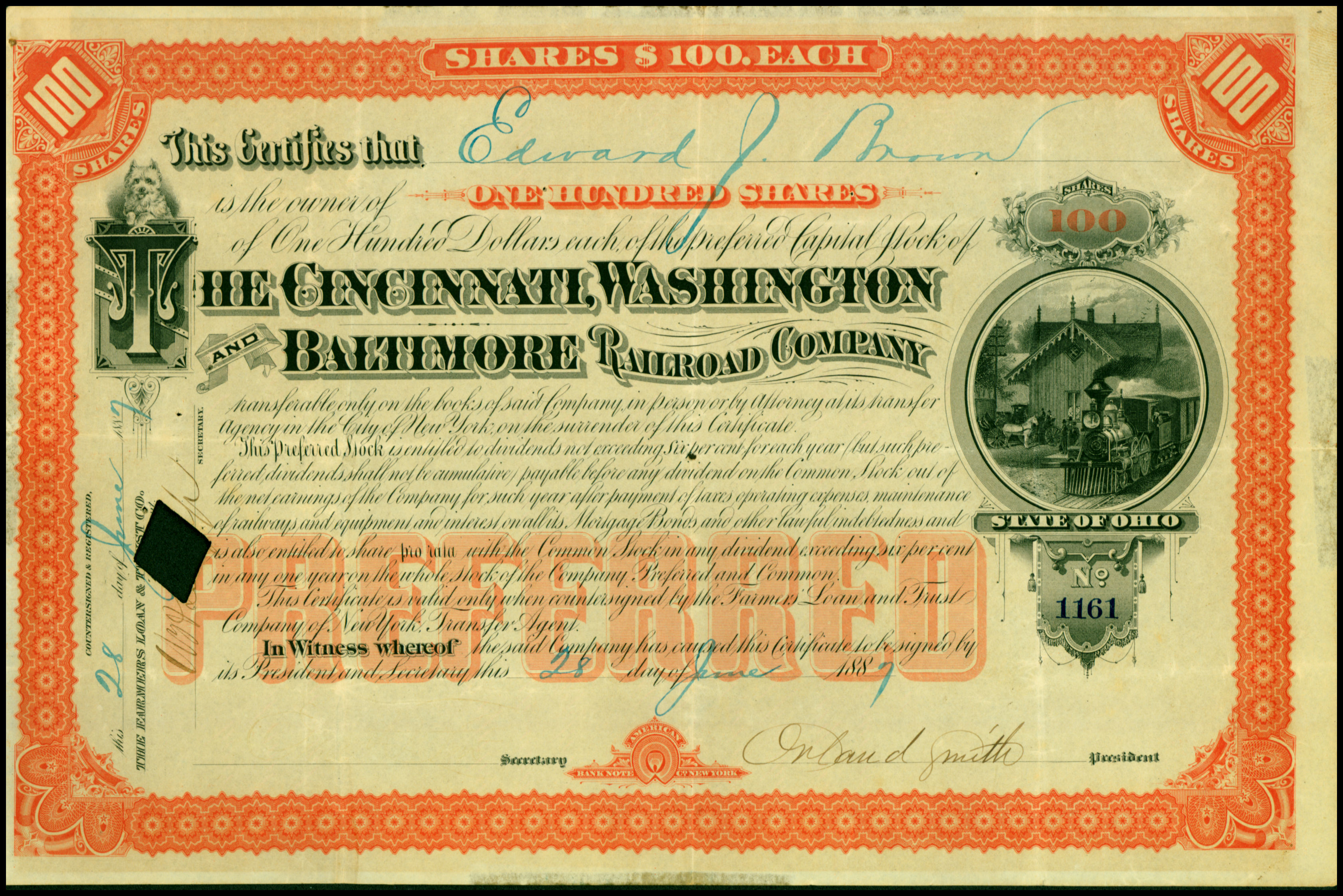
Action de la Cincinnati, Washington and Baltimore Railroad Company en date du 28 juin 1887, signé par Orland Smith

Après le conflit, il reprend sa carrière dans les chemins de fer et devient président de la Cincinnati, Washington and Baltimore Railroad puis premier vice-président de la Baltimore and Ohio Railroad.